# Mysmenella saltuensis
Mysmenella saltuensis là một loài nhện trong họ Mysmenidae.
Loài này thuộc chi Mysmenella. Mysmenella saltuensis được Eugène Simon miêu tả năm 1895.